# ピー・ディー・ネットワーク
P.D.NETWORK（ピー・ディー・ネットワーク）は、主にテレビ番組の制作およびタレント・文化人のマネージメントを行っている日本の企業。商号は、株式会社ピー・ディー・ネットワーク、本社は東京都港区新橋に置く。

## 概要
2002年6月に元日本テレビの田辺裕がプロデューサー・ディレクターと文化人たちによるクリエイター集団として結成。

## 役員構成
- 代表取締役社長：田辺裕
- 取締役 副社長：松浦通陽

## 主な所属者

### 制作
- 松浦通陽（プロデューサー、取締役副社長、メディア事業本部長兼務／オフィス・トゥー・ワン→）

### タレント・文化人
- 日髙大介（クイズ王・クイズ作家）
- 加藤嘉一（国際コラムニスト）
- 小松成美（ノンフィクション作家）
- 松本響心（女流書道家）

## 主な制作実績

### TV番組

#### 2002年6月 - 2009年12月
レギュラー番組
- 財部ビジネス研究所（BS日テレ、NNS系列衛星放送　2006年 - 2013年9月29日）

スペシャル番組

#### 2010年代
レギュラー番組
- 通販美人 Trend Collection（関西テレビ、FNS系列地上波関西ローカル　2010年10月27日 - 2011年3月23日）
- NIKKEI×BS LIVE 7PM 月曜日（BSジャパン、TXN系列衛星放送　2012年4月2日 - 2013年3月25日）
- めざせ!グルメスター（NHK・BSプレミアム、衛星放送　2013年4月4日 - 2014年3月20日）
  - 「飛べ!UFOオムライス」（2013年4月11日）
  - 「10年越しの悲願!土浦ツェッペリンカレー」（2013年5月9日）
  - 「激辛から激うまへ大変身 向日ゆる辛丼」（2013年6月13日）
  - 「鶏グルメの王様!手羽キング」（2013年7月18日）
  - 「日本一!あなんハモ丼 〜徳島県阿南市〜」（2013年8月29日）
  - 「ご当地スイーツを作りだせ! 〜秋田県横手市〜」（2013年9月19日）
  - 「ご当地カツ丼対決スペシャル 〜神奈川・福井・北海道〜」（2013年10月24日）
  - 「てっぱんの頂点へ!三次唐麺焼き 〜広島県三次市〜」（2013年11月21日）
  - 「おでんサミット 〜ご当地おでん大集合SP〜」（2013年12月19日）
  - 「つ〜バーガーを全国へ! 〜石川・津幡町〜」（2014年1月30日）
  - 「行列ができる!ご当地焼そばSP 〜神奈川・北海道・栃木〜」（2014年2月27日）
- BSニュース 日経プラス10（BSジャパン、TXN系列衛星放送　2014年3月31日 - ）
- おはよう日曜診療所（BS日テレ、NNS系列衛星放送　2014年4月6日 - ）

単発・スペシャル番組
- ブレインワールドカップ〜知力世界No.1大学決定戦〜（フジテレビ、FNS系列地上波全国ネット　2013年1月3日）
- 加藤嘉一流 〜日本の若者たちへ、こもるな!飛び出せ世界へ!!〜（BS-TBS、JNN系列衛星放送　2012年5月7日 - 28日）
- ザ・コンテスト（NHK・BSプレミアム　2013年8月7日）
- 北鎌倉お坊さん☆アカデミー 林家木久扇・木久蔵 付かず離れず親子会（BSフジ、FNS系列衛星放送　2013年9月22日）
- 日経スペシャル カンブリア宮殿「巨大プロペラが人工関節に!高齢者を幸せにする職人技術」（テレビ東京、TXN系列地上波全国ネット　2013年10月31日）
- JRA-VANスペシャル BSイレブン競馬サミット〜有馬記念 達人の選択〜（BS11、独立衛星放送　2013年12月21日）
- 消費税UP直前!!欲しかったアノ逸品が超お買得!!買うなら今スペシャル（関西テレビ、FNS系列地上波関西ローカル　2014年3月15日）
- なるほど!党首討論〜これさえ見ればニッポンが分かる!〜（テレビ東京、TXN系列地上波関東ローカル　2014年3月22日）
- 奇跡のチカラの謎を解け!世界超常能力TV（フジテレビ、FNS系列地上波全国ネット　2015年10月9日）
- 日経スペシャル カンブリア宮殿「No.1老舗下着メーカー×最先端技術“危機感こそ強さ”のサバイバル経営」（テレビ東京、TXN系列地上波全国ネット　2014年4月17日）
- SWITCHインタビュー 達人達「上原ひろみ×石塚真一」（NHK・Eテレ、地上波　2014年5月17日）
- 木曜スペシャル ジョン・F・ケネディ その光と陰 〜暗殺の謎に迫る〜（BS日テレ、NNS系列衛星放送　2014年7月10日）
- NEC presents Crossroad「プロテニスプレーヤー 国枝慎吾」（テレビ東京、TXN系列地上波全国ネット　2014年7月12日）
- 木曜スペシャル 医療の今昔物語〜命を救う奇跡の闘い〜（BS日テレ、NNS系列衛星放送　2014年10月9日）
- SWITCHインタビュー 達人達「阿川佐和子×ふなっしー」（NHK・Eテレ、地上波　2014年11月15日）
- NEC presents Crossroad「川田農園代表 川田修」（テレビ東京、TXN系列地上波全国ネット　2014年11月15日）
- 日経スペシャル カンブリア宮殿「高齢者の健康を取り戻せ!歯科医業界の革命児の挑戦!!」（テレビ東京、TXN系列地上波全国ネット　2014年11月20日）
- となりのシムラ（NHK・総合テレビ、地上波　2014年12月16日）
- 超絶景!超感動! 世界本当にある超体験ツアー（BS日テレ、NNS系列衛星放送　2015年1月1日）
- 木曜スペシャル 医療の今昔物語2〜命を救う奇跡の闘い〜（BS日テレ、NNS系列衛星放送　2015年2月12日）
- 田中律子&三船美佳の春が来た!新生活で大変身するぞSP（関西テレビ、FNS系列地上波関西ローカル　2015年3月14日）
- NEC presents Crossroad「地震学者 小平秀一」（テレビ東京、TXN系列地上波全国ネット　2015年3月14日）
- 超常たまげたスクープ〜世界で目撃してきたゾSP〜（テレビ東京、TXN系列地上波全国ネット　2015年3月26日）
- NEC presents Crossroad「木工家 富田文隆」（テレビ東京、TXN系列地上波全国ネット　2015年3月28日）
- SWITCHインタビュー 達人達「吉永小百合×藤原道山」（NHK・Eテレ、地上波　2015年4月4日）

### マルチメディア放送・動画配信
- ニコニコ生放送「JRA-VAN feat. 須田と広橋 マニアックすぎて伝わらないケイバ選手権II」（2013年10月25日）